# Cyphocaris johnsoni
Cyphocaris johnsoni is een vlokreeftensoort uit de familie van de Cyphocarididae. De wetenschappelijke naam van de soort is voor het eerst geldig gepubliceerd in 1934 door Clarence Raymond Shoemaker.